# Chronique de Flandre
De Chronique de Flandre is een werk dat de geschiedenis van Vlaanderen beschrijft in de periode van 792 tot 1342. Het werd geschreven in de 14e eeuw, kort na 1342 en voor 1369. De tekst is geschreven in een Langue d’oïl, tijdens de overgang van Oudfrans naar Middelfrans. 

## Auteurschap en compilatie
Deze kroniek zou geschreven zijn door iemand die verbleef in Sint-Omaars, deel uitmaakte van de hogere burgerij, geen geestelijke was want hij kende waarschijnlijk geen Latijn en werkte of had contacten in de omgeving van de Franse koning. Hij was, zoals blijkt uit de tekst, duidelijk een sympathisant van de Franse kroon.
Het eerste deel van de tekst is zeker geen origineel werk van de auteur, maar is een ingekorte versie van Li générations, li parole et li lignie de le lignie des contes de Flandres, een werk op zijn beurt gebaseerd op de Flandria Generosa B. Hier en daar deed hij toevoegingen, maar die zijn geput uit in die tijd populaire fabels.
Voor het tweede deel heeft de auteur zich gebaseerd op een geschiedenis van de Franse koningen tot aan de slag bij Bouvines (1214), die terug te vinden is in het handschrift BnF, Nouvelles acquisitions françaises, 6295 dat bekend is als de Chronique d’un anonyme de Béthune. De tekst werd vrij letterlijk gekopieerd, hoewel hier en daar enkele toevoegingen zijn terug te vinden. Voor het vervolg van het tweede deel vanaf de slag bij Bouvines tot aan het aantreden van Gwijde van Dampierre (1278), putte de auteur uit de Récits d’un ménestrel de Reims. Het laatste deel, vooral vanaf 1302, geeft een vrij nauwkeurig verslag van de oorlogen tussen de Franse koning en de graaf van Vlaanderen. De historici zijn niet zeker of dit origineel werk was, of eveneens een kopie, maar van een verloren gegaan origineel.

## Inhoud
Het werk kan onderverdeeld worden in twee delen:
- Het eerste behandelt de geschiedenis van 792 tot 1128 wanneer Diederik van de Elzas aan de macht komt, en handelt bijna uitsluitend over de graven van Vlaanderen.[5]
- Het tweede deel dat de periode van 1128 tot 1342 beslaat, handelt bijna uitsluitend over de Franse en Engelse koningen, waarbij er van Vlaanderen slechts sprake is in het kader van de Franse en Engelse geschiedenis.[5]

Er zijn handschriften die de kroniek voortzetten tot 1347, tot 1356 en tot 1383.

## Handschriften
Er zijn 23 manuscripten van deze tekst bewaard gebleven, waarvan er acht nu in de Koninklijke Bibliotheek van België zijn terug te vinden. Het belang van deze kroniek ligt voornamelijk in het gedeelte dat de periode tussen 1302 en 1342 behandelt, omdat hierin origineel materiaal is opgenomen dat niet bekend is uit andere originelen.
- Angers BM 1174; abrégée[6]
- Brussel KB 10232; door andere hand voortgezet tot 1356[5][7]
- Brussel KB 10291[5][8]
- Brussel KB 14910[5][8]
- Brussel KB 10432–35[5]
- Brussel KB II 6175; abrégée[9]
- Brussel KB IV 580; abrégée[6]
- Brussel KB IV 620; abrégée[9]
- Brussel KB IV 1114; voortgezet tot 1356[5][7]
- Gent UB G 6130; voortgezet tot 1356[5][7]
- Londen B.M. Royal mss. 16 F III[5]
- Lyon BM 899; abrégée[6]
- Parijs BnF 2799; abrégée, voortgezet tot 1387[9]
- Parijs BnF 5611; voortgezet tot 1383[5][6]
- Parijs BnF 20363; voortgezet tot 1347[7][5]
- Rijsel/Lille BM 95[5][8]
- Sint-Omaars BM 776; kroniek stopt in 1214[8]
- Utrecht UB 1396[5]